# Ravna Gora (Chaskovo)
Ravna Gora (Bulgaars: Равна гора) is een dorp in het zuiden van Bulgarije. Het dorp is gelegen in de gemeente Svilengrad, oblast Chaskovo. Het dorp ligt hemelsbreed op 65 km van de stad Chaskovo en 264 kilometer ten zuidoosten van Sofia. Het dorp is onderdeel van de kmetstvo van Moestrak (Мустрак), vanwege het geringe inwonersaantal.

## Bevolking
Op 31 december 2019 telde het dorp 28 inwoners, een drastische daling vergeleken met het maximum van 486 personen in 1946.
|  |

| Etnische samenstelling van de respondenten (2011) | Etnische samenstelling van de respondenten (2011) | Etnische samenstelling van de respondenten (2011) | Etnische samenstelling van de respondenten (2011) | Etnische samenstelling van de respondenten (2011) |
| ------------------------------------------------- | ------------------------------------------------- | ------------------------------------------------- | ------------------------------------------------- | ------------------------------------------------- |
|                                                   |                                                   |                                                   |                                                   |                                                   |
| Bulgaren                                          | Bulgaren                                          |                                                   | 38,7%                                             | 38,7%                                             |
| Turken                                            | Turken                                            |                                                   | 61,3%                                             | 61,3%                                             |
| Roma                                              | Roma                                              |                                                   | 0,0%                                              | 0,0%                                              |
| Anders/Onbekend                                   | Anders/Onbekend                                   |                                                   | 0,0%                                              | 0,0%                                              |